# 李林隆
李林隆（？—1708年），清朝軍事將領。李色稜之子，李林盛之兄。
順治十四年，襲三等男。康熙八年，任鑲黃旗漢軍副都統、兼佐領。康熙十三年，率湖廣部隊討吳三桂。康熙十七年，署河南提督。康熙二十九年，任正黃旗漢軍副都統，出兵圖喇防禦噶爾丹總管火礮。康熙三十一年，任陝西提督。康熙三十三年，會勘黃城兒。次年，往甘州堵截噶爾丹。康熙三十五年，赴布隆吉爾偵緝噶爾丹。康熙三十七年，任鑲紅旗漢軍都統。